# Hongkong op de Olympische Zomerspelen 1996
Hongkong nam deel aan de Olympische Zomerspelen 1996 in Atlanta, Verenigde Staten. Voor het eerst in de geschiedenis werd er een medaille gewonnen en wel een gouden medaille bij het zeilen.

## Medailleoverzicht
| Sport  | Olympiër     | Onderdeel   | Medaille |
| ------ | ------------ | ----------- | -------- |
| Zeilen | Lee Lai-shan | mistral (v) | Goud     |

## Deelnemers en resultaten
(m) = mannen, (v) = vrouwen

### Atletiek
| Olympiër      | Discipline      | Resultaat | Prestatie              |
| ------------- | --------------- | --------- | ---------------------- |
| Chan Sau-ying | 100m horden (v) | 38e       | serie 1: 8ste in 13,63 |

### Badminton
| Olympiër              | Discipline     | Resultaat | Prestatie                                       |
| --------------------- | -------------- | --------- | ----------------------------------------------- |
| Chan Siu-Kwong He Tim | dubbelspel (m) | 17e       | 1ste ronde: V van GBR Archer/Hunt: 11-15, 12-15 |
|                       |                |           |                                                 |
| He Tim Chan Oi-ni     | dubbelspel (g) | 17e       | 1ste ronde: V van KOR Kim/Gil: 6-15, 10-15      |

### Judo
| Olympiër | Discipline | Resultaat | Prestatie                    |
| -------- | ---------- | --------- | ---------------------------- |
| Wu Ching | -61kg (v)  | 20e       | 1ste ronde: V van TUN Tbessi |

### Roeien
| Olympiër    | Discipline | Resultaat | Prestatie |
| ----------- | ---------- | --------- | --- |
| Michael Tse | skiff (m)  | 21e       | serie 2: 5de in 8.11,51 herkansingen: 4de in 8.31,41 halve finale C/D: 5de in 7.51,15 finale D: 3de in 8.06,43 |

### Schietsport
| Olympiër       | Discipline | Resultaat | Prestatie                                           |
| -------------- | ---------- | --------- | --------------------------------------------------- |
| Cheng Shu-ming | trap (m)   | 49e       | kwalificatie: 49ste met 114 punten (23-23-21-24-23) |

### Schoonspringen
| Olympiër | Discipline    | Resultaat | Prestatie                          |
| -------- | ------------- | --------- | ---------------------------------- |
| Ng Sui   | 10m toren (m) | 33e       | voorronde: 33ste met 273,30 punten |

### Tafeltennis
| Olympiër                     | Discipline     | Resultaat | Prestatie |
| ---------------------------- | -------------- | --------- | --- |
| Lo Chuen-tsung               | enkelspel (m)  | 33e       | groep E: 3de V van JPN Shibutani: 0-2 V van GER Roßkopf: 0-2 W van MEX Muñoz: 2-0 |
| Chan Kong-wah Lo Chuen-tsung | dubbelspel (m) | 9e        | groep D: 2de W van PRK Choe/Li: 2-1 W van JAM Hyatt/Hylton: 2-0 V van FRA Eloi/Gatien: 0-2                                                                                                 |
|                              |                |           | |
| Chai Po-wa                   | enkelspel (v)  | 9e        | groep E: 1ste W van VEN Ramos: 2-0 W van NED Hooman-Kloppenburg: 2-0 W van ROU Simion: 2-1 2de ronde: V van PRK Kim: 1-3 (16-21, 20-22, 21-14, 20-22)                                      |
| Chan Tan-lui                 | enkelspel (v)  | 5e        | groep O: 1ste W van BRA Doti: 2-0 W van HUN Tóth: 2-1 W van USA Yip: 2-0 2de ronde: W van CAN Geng:3-1 (14-21, 21-17, 21-11, 21-14) kwartfinale: V van TPE Chen: 0-3 (12-21, 15-21, 19-21) |
| Chai Po-wa Chan Tan-lui      | dubbelspel (v) | 5e        | groep C: 1ste W van PER González/Gorriti: 2-0 W van SWE Pettersson/Svensson: 2-0 V van PRK Kim/Tu: 0-2 kwartfinale: V van KOR Kim/Park: 0-3 (18-21, 13-21, 13-21)                          |

### Wielersport
| Olympiër    | Discipline       | Resultaat | Prestatie      |
| ----------- | ---------------- | --------- | -------------- |
| Wong Kam-po | wegwedstrijd (m) | DNF       | niet gefinisht |

### Zeilen
| Olympiër                     | Discipline  | Resultaat | Prestatie                                              |
| ---------------------------- | ----------- | --------- | ------------------------------------------------------ |
| Wong Tak-sum                 | mistral (m) | 28e       | 156 punten: (18-39-26-30-21-PMS-16-23-22)              |
| Chan Yuk-wah Andrew Service  | 470 (m)     | 36e       | 276 punten: (PMS-34-35-30-30-25-35-31-34-35-22)/small> |
|                              |             |           |                                                        |
| Lee Lai-shan                 | mistral (v) | Goud      | 16 punten: (3-2-2-4-2-7-1-DNC)                         |
| Cheung Mei-han Tung Chun-mei | 470 (v)     | 20e       | 164 punten: (19-22-PMS-18-13-21-20-22-15-19-17)        |
|                              |             |           |                                                        |
| Yang Fung                    | laser       | 46e       | 357 punten: (44-33-47-39-46-43-44-29-47-43-36)         |

### Zwemmen
| Olympiër            | Discipline           | Resultaat | Prestatie                |
| ------------------- | -------------------- | --------- | ------------------------ |
| Arthur Li           | 50m vrije slag (m)   | 42e       | serie 3: 2de in 23,77    |
| Arthur Li           | 100m vrije slag (m)  | 42e       | serie 3: 3de in 51,84    |
| Mark Kwok           | 400m vrije slag (m)  | 29e       | serie 2: 5de in 4.02,68  |
| Arthur Li           | 100m vlinderslag (m) | 50e       | serie 2: 4de in 56,92    |
| Mark Kwok           | 200m vlinderslag (m) | 34e       | serie 1: 1ste in 2.04,01 |
| Mark Kwok           | 200m wisselslag (m)  | 29e       | serie 2: 8ste in 2.07,61 |
| Mark Kwok           | 400m wisselslag (m)  | 20e       | serie 2: 7de in 4.31,13  |
|                     |                      |           |                          |
| Pang Wan-yiu Snowie | 100m schoolslag (v)  | 41e       | serie 1: 4de in 1.16,02  |

Afghanistan · Albanië · Algerije · Amerikaanse Maagdeneilanden · Amerikaans-Samoa · Andorra · Angola · Antigua‑Barbuda · Argentinië · Armenië · Aruba · Australië · Azerbeidzjan · Bahama's · Bahrein · Bangladesh · Barbados · België · Belize · Benin · Bermuda · Bhutan · Bolivia · Bosnië en Herzegovina · Botswana · Brazilië · Britse Maagdeneilanden · Brunei · Bulgarije · Burkina Faso · Burundi · Cambodja · Canada · Centraal-Afrikaanse Republiek · Chili · China · Chinees Taipei · Colombia · Comoren · Congo-Brazzaville · Cookeilanden · Costa Rica · Cuba · Cyprus · Denemarken · Djibouti · Dominica · Dominicaanse Republiek · Duitsland · Ecuador · Egypte · El Salvador · Equatoriaal-Guinea · Estland · Ethiopië · Fiji · Filipijnen · Finland · Frankrijk · Gabon · Gambia · Georgië · Ghana · Grenada · Griekenland · Groot-Brittannië · Guam · Guatemala · Guinee · Guinee-Bissau · Guyana · Haïti · Honduras · Hongarije · Hongkong · Ierland · IJsland · India · Indonesië · Irak · Iran · Israël · Italië · Ivoorkust · Jamaica · Japan · Jemen · Joegoslavië · Jordanië · Kaaimaneilanden · Kaapverdië · Kameroen · Kazachstan · Kenia · Kirgizië · Koeweit · Kroatië · Laos · Lesotho · Letland · Libanon · Liberia · Libië · Liechtenstein · Litouwen · Luxemburg ·  Macedonië · Madagaskar · Malawi · Malediven · Maleisië · Mali · Malta · Marokko · Mauritanië · Mauritius · Mexico · Moldavië · Monaco · Mongolië · Mozambique · Myanmar · Namibië · Nauru · Nederland · Nederlandse Antillen · Nepal · Nicaragua · Nieuw-Zeeland · Niger · Nigeria · Noord-Korea · Noorwegen · Oeganda · Oekraïne · Oezbekistan · Oman · Oostenrijk · Pakistan · Palestina · Panama · Papoea-Nieuw-Guinea · Paraguay · Peru · Polen · Portugal · Puerto Rico · Qatar · Roemenië · Rusland · Rwanda · Saint Kitts en Nevis · Saint Lucia · Saint Vincent en Grenadines · Salomonseilanden · Samoa · San Marino · Sao Tomé en Principe · Saoedi-Arabië · Senegal · Seychellen · Sierra Leone · Singapore · Slovenië · Slowakije · Soedan · Somalië · Spanje · Sri Lanka · Suriname · Swaziland · Syrië · Tadzjikistan · Tanzania · Thailand · Togo · Tonga · Trinidad en Tobago · Tsjaad · Tsjechië · Tunesië · Turkije · Turkmenistan · Uruguay · Vanuatu · Venezuela · Verenigde Arabische Emiraten · Verenigde Staten · Vietnam · Wit-Rusland · Zaïre · Zambia · Zimbabwe · Zuid-Afrika · Zuid-Korea · Zweden · Zwitserland